# Чемширови
Чемшировите (Buxaceae) са семейство покритосеменни от разред Чемшироцветни (Buxales).
Таксонът е описан за пръв път от Бартелеми Дюмортие през 1822 година.

## Родове
- Buxanthus
- Buxella
- Buxus – Чемшир
- Didymeles
- Lepidopelma
- Macropodandra
- Notobuxus
- Pachysandra
- Sarcococca
- Styloceras
- Tricera